# Natalia Rodríguez (actriz)
Natalia Rodríguez Arroyo (Madrid, España, 7 de mayo de 1992) es una actriz española.

## Biografía
Natalia Rodríguez estudió en el centro dramático de "Las Rozas". Ha realizado estudios de estructura dramática con Raquel Pérez, así como talleres de interpretación con Carla Hool.
Desde el 2019 ha prodigado en series  de proyección internacional  como Alta Mar, en el rol de Natalia Fabregas una mujer que sufre violencia de genero en la España de 1940 y Servir y Proteger donde dio vida a la valiente policía Yolanda herrero.
En el 2024 fue la protagonista de la ficción Mia Es La Venganza jjunto a Jose Sospedra y Lydia Bosch.
En la actualidad es representada por la agencia de representaciones Bedelka Talent

## Filmografía

### Series de televisión
| Año             | Título               | Cadena               | Personaje                 | Episodios     |
| --------------- | -------------------- | -------------------- | ------------------------- | ------------- |
| 2009            | La pecera de Eva     | Telecinco            | Blanca                    | 6 episodios   |
| 2010            | El pacto             | Telecinco            | Carol                     | 2 episodios   |
| 2012            | Los Protegidos       | Antena 3             | Michelle                  | 14 episodios  |
| 2013            | Tormenta             | Antena 3             | Mia                       | 2 episodios   |
| 2014            | La que se avecina    | Telecinco            | Chica                     | 1 episodio    |
| 2014            | Isabel               | La 1                 | Catalina de Aragón        | 4 episodios   |
| 2015-2017, 2024 | Amar es para siempre | Antena 3             | Leonor Gómez Sanabria     | 276 episodios |
| 2015-2016; 2018 | Yo quisiera          | Divinity             | María                     | 88 episodios  |
| 2017-2018       | Traición             | La 1                 | Claudia Fuentes del Riego | 9 episodios   |
| 2018            | El punto frío        | Playz                | Rocío Rosales             | 5 episodios   |
| 2019            | Hospital Valle Norte | La 1                 | Leticia Carballal         | 1 episodio    |
| 2019            | La sala              | HBO España           | Sara                      | 8 episodios   |
| 2019-2020       | Alta mar             | Netflix              | Natalia Fábregas          | 22 episodios  |
| 2021-2023       | Servir y proteger    | La 1                 | Yolanda Herrero           | 324 episodios |
| 2023            | Mía es la venganza   | Telecinco / Divinity | Olivia Serra Hidalgo      | 110 episodios |

### Largometrajes
| Año  | Título                             | Director/a                  | Personaje    |
| ---- | ---------------------------------- | --------------------------- | ------------ |
| 2007 | Pudor                              | David Ulloa y Tristán Ulloa | Marisa       |
| 2011 | Intruders                          | Juan Carlos Fresnadillo     | Niñera       |
| 2011 | El Capitán Trueno y el Santo Grial | Antonio Hernández Núñez     | Venus        |
| 2011 | El perfecto desconocido            | Toni Bestard                | Celia        |
| 2012 | La montaña rusa                    | Emilio Martínez Lázaro      | Maquilladora |
| 2013 | 3 bodas de más                     | Javier Ruiz Caldera         | Montaña      |
| 2013 | Cenizas                            | Houssein Hijazi             | Laura        |
| 2014 | Terrario                           | Jesús Mora                  |              |
| 2016 | Todo es de color                   | Gonzalo García Pelayo       | Mar          |
| 2017 | Delirium Lamled Legna              | Nacha Cuevas                | Sara         |
| 2020 | Stoyan                             | Roberto Ruiz Céspedes       | Sofía        |
| 2020 | 8 years                            | Jd Ayuso                    | Clara        |
| 2024 | Pared con pared                    | Patricia Font               | Carmen       |
| 2025 | Drea & Clole                       | Alvaro Ortega               | Drea         |

### Cortometrajes
| Año  | Título        | Director/a       | Personaje |
| ---- | ------------- | ---------------- | --------- |
| 2009 | La pared      | Eduardo Martiñón |           |
| 2012 | Número 3      | Carlos Santos    |           |
| 2014 | Txoria-Txori  | Ibai Ituna       |           |
| 2017 | Last Star     | Israel González  |           |
| 2018 | Niña de trapo | Roberto Montalbo |           |
| 2019 | Picadero      | Alejandro Barvel |           |
| 2022 | Suelta        |                  | Nuria     |